# Лав Јашин
Лав Иванович Јашин (рус. Лев Иванович Яшин; Москва, 22. октобар 1929 — Москва, 20. март 1990) је био совјетски голман, кога многи сматрају најбољим голманом у историји. Био је познат због својих атлетских предиспозиција, доброг држања и рефлексних одбрана. Такође је био заменик председника Фудбалског савеза Совјетског Савеза.
Јашин је зарадио свој иконски статус тако што је извршио револуцију позиције голмана, испољавајући свој ауторитет над целом одбраном. Викао је на своје одбрамбене играче, истрчавао са гол линије и сакупљао центаршутеве, истрчавао и улазио у шут нападачима који су јуришали ка његовом голу, а све то је радио у време кад су голмани 90 минута проводили на гол линији. Партије које је пружао, оставиле су снажан утисак на публику широм света на Светском првенству 1958. године, првом које је било преношено широм света. Обучен од главе до пете у црну боју, добио је надимак „Црни паук“ што је додатно повећало његову популарност.
Јашин је наступао на светским првенствима од 1958. до 1970. године, а 2002. је изабрану у Тим снова ФИФА Светских првенстава. Године 1994 изабран је у Најбољи Тим у историји светских првенстава, а 1998. године изабран је у Најбољи тим 20. века. Током своје каријере одбранио је преко 150 пенала, а на 270 утакмица није примио гол. Освојио је златне медаље на Олимпијским играма 1956. године играма и Европском првенству 1960. године. Године 1963. Јашин је освојио Златну лопту и он је једини голман који је освојио ту награду. Проглашен је за најбољег голмана 20. века од стране Међународне Федерације за историју фудбала и статистику.

## Детињство и младост
Јашин је рођен у Москви, од родитеља који су били радници у фабрикама. Када је имао 12 година Други светски рат, натерао га је да почне да ради у фабрици, како би помогао у ратним напорима. Послат је да ради у војну фабрику у Москви, где је играо фудбал за свој тим. Тамо су га приметили и био је позван да се прикључи омладинском тиму Динама из Москве.

## Каријера

### Динамо Москва
Јашин је дебитовао за Динамо 1950. године у пријатељској утакмици. Није био деби каквом се надао пошто је примио лак гол, директно од противничког голмана. Те године бранио је на само два лигашка меча и након тога није бранио у сениорском тиму све до 1953. Али остао је одлучан и наступао за резервни тим Динама, чекајући другу шансу. Јашин је током првих година покушавајући да се пробије у сениорски тим, бранио и за хокејашки клуб Динамо. Успео је да освоји куп Совјетског Савеза у хокеју на леду 1953. године и био је трећи голман лиге.
Своју професионалну фудбалску каријеру провео је у Динаму из Москве, од 1950. до 1970. године. Освојио је првенство СССР пет пута, а три пута освајао је куп. Јашинов саиграч, ривал и ментор био је Алексеј Тигар Комич, голман репрезентације СССР који је постао познат након наступа Динама на британској турнеји. Такође, постојало је ривалство између њега и саиграча Валтера Санаја, који је напустио клуб 1953. године.

### Репрезентација
Године 1954. Јашин је позван у национални тим, за који ће током каријере уписати 78 наступа. Са националним тимом освојио је злато на олимпијским играма 1956. и Европско првенство 1960. године. Играо је на три Светска првенства: 1958, 1962 и 1966. На четири меча од 12 колико је одиграо на завршном турниру Светских првенстава није примио гол.
На светском првенству 1958. године у Шведској истакао се одличним одбранама и са репрезентацијом стигао до четвртфинала. У мечу групне фазе против Бразила, који је касније постао шампион, совјетски тим изгубио је 2-0, а Јашин је својим одличним одбранама спречио Бразил да победи већим резултатом. Изабран је у најбољи тим тог Светског првенства.
Године 1962. иако је доживео два потреса мозга током турнира, водио је свој тим до четвртфинала у коме су поражени од Чилеа. Овај турнир показао је да је и Јашин ипак само човек, након што је направио неке нереалне грешке. У утакмици против Колумбије, у којој је репрезентација Совјетског Савеза водила 4-1, Јашин је примио неколико лаких голова, укључујући и гол који је постигао Маркос Кол, директно из корнера(први и последњи гол постигнут директно из корнера у историји светских првенстава). Утакмица је завршено нерешено 4-4, што је француске новине l'Equipe навело да предвиде крај Јашинове каријере.
Упркос разочарењу на првенству света 1962. године, Јашин се вратио у форму и освојио Златну лопту 1963. године. Један од његових најбољих наступа те године био је на мечу поводом стогодишњице фудбалског савеза Енглеске, у коме је наступао за тим „Остатак света“ против Енглеске на Стадиону Вембли, када је забележио неколико невероватних одбрана. Од тог тренутка, широм света био је познат као „Црни паук“, пошто је носио потпуно црни дрес и зато што је изгледао као да има осам руку, јер је бранио скоро сваки шут. Али за своје фанове, увек је био неустрашиви „Црни пантер“. Често је носио платнени качкет, боје нагореле цигле. Јашин је предводио Совјетски тим до највећег успеха на Светским првенствима, на Првенству света 1996. године одржаном у Енглеској, на коме је његова репрезентација заузела четврто место.
Увек је био спреман да да савет својим саиграчима, па је чак наступио на Светском првенству 1970. године одржаном у Мексику, као трећи голман и помоћни тренер. Совјетски тим је поново стигао до четвртфинала. Године 1971. у Москви, одиграо је свој последњи меч за Динамо. Опроштајни меч одржан је на стадиону Лењина у Москви пред 100 000 људи, на коме су играле фудбалске звезде попут, Пелеа, Еузебиа и Франца Бекенбауера.

### Признања
Јашин је до данашњег дана остао једини голман који је освојио Златну лопту, а то је учинио 1963. године. Такође је током своје каријере одбранио 151 пенал, много више него било кој голман у историји, а на 270 утакмица није примио гол. За његове заслуге и служење народу, 1967. године, награђен је Орденом Лењина, највишим одликовањем Совјетског Савеза.
Јашин је увек организовао одбрану свога тима, често са пуно жара, па га је чак и његова жена критиковала да превише виче на терену. Ретко је био капитен свог тима, пошто је постављање голмана за капитена у том периоду било неуобичајено, али је његова улога вође на терену била евидентна. Јашин је био један од голмана који су први почели да боксују лопту у тешким ситуацијама, уместо да је хватају. Неке од новина које је практиковао, биле су брзо бацање лопте како би отпочео контранапад, излажење изван казненог простора и командовање и организовање одбрамбених играча, које данашњи голмани често практикују. Упитан која је његова тајна одговорио би, цигарета за смирење и жестоко пиће за развој мишића.
Године 1994. ФИФА је установила награду Лав Јашин, која се додељује најбољем голману Светског првенства. ФИФА је изабрала Јашина за најбољег голмана 20. века. World Soccer Magazine сврстао га је у 100 најбољих играча 20. века. Многи коментатори и даље сматрају Јашина најбољим голманом у историји, зато што је биран у највише избора за најбољи тим на свету (укључујући Најбољи тим Светским првенстава свих времена и ФИФА Најбољи тим).

## Живот након завршетка каријере
Након завршетка фудбалске каријере, Јашин је провео скоро 20 година на разним административним положајима у Динаму из Москве. На стадиону у Москви подигнута је бронзана статуа у његову част.
Године 1986. док је био у Будимпешти добио је тромболебитис, због којег му је ампутирана једна нога.
Умро је 1990. године од рака стомака, упркос хируршкој интервенцији и покушајима лекара да му спасу живот. Сахрањен је уз државне почасти, као истакнути совјетски спортиста.

## Филм
Тренутно се планира снимање филма на руском језику о његовом животу под називом „Лав Јашин: Голман мојих снова“. Филм би требало да буде завршен и представљен 2017. године, како би се поклопио са отварањем новог стадиона од милијарду долара, ВТБ-Лав Јашин стадиона. Режисер Олег Капанетс, који је режирао Гагарин: Први у космосу, открио је да шест глумаца конкуришу за улогу Јашина: Леонид Бичевин, Глигори Добригин, Владимир Гусков, Игор Петренко и Никита Јефремов.

## Цитати
Какав је то голман кога не мучи примљени гол? Мора га мучити! Ако је миран то значи да је крај. Какву год да је имао прошлост, он нема будућност.— Лав Јашин
Радост док гледате лет Јурија Гагарина у космос, може надмашити само радост након одбрањеног пенала.— Лав Јашин
Постоје само два голмана светске класе. Један је Лав јашин, а други је момак из Немачке који брани за Манчестер сити— Лав Јашин о Берту Траутману
Ја нисам најбољи голман на Свету, Владимир Беара је.— Лав Јашин примајући награду за најбољег фудбалера Света 1963. године

## Статистика
- Одиграо 812 утакмица у каријери
- 326 лигашких утакмица одиграо за Динамо Москву[16]
- 78 наступа у репрезентацији Совјетског Савеза (примио 70 голова)[16]
- 12 утакмица на Светском првенству (4 утакмице без примљеног гола)
- 2 наступа у тиму ФИФА „Најбољих XI света“ (1963. против Енглеске,1968. против Бразила)
- 270 утакмица у каријери на којима није примио гол

| Наступи у клубовима | Наступи у клубовима | Наступи у клубовима         | Лига    | Лига   |
| Сезона              | Клуб                | Лига                        | Наступа | Голова |
| Совјетски Савез     | Совјетски Савез     | Совјетски Савез             | Лига    | Лига   |
| ------------------- | ------------------- | --------------------------- | ------- | ------ |
| 1950                | Динамо Москва       | Првенство Совјетског Савеза | 2       | 0      |
| 1951                | Динамо Москва       | Првенство Совјетског Савеза | 0       | 0      |
| 1952                | Динамо Москва       | Првенство Совјетског Савеза | 0       | 0      |
| 1953                | Динамо Москва       | Првенство Совјетског Савеза | 13      | 0      |
| 1954                | Динамо Москва       | Првенство Совјетског Савеза | 24      | 0      |
| 1955                | Динамо Москва       | Првенство Совјетског Савеза | 22      | 0      |
| 1956                | Динамо Москва       | Првенство Совјетског Савеза | 19      | 0      |
| 1957                | Динамо Москва       | Првенство Совјетског Савеза | 12      | 0      |
| 1958                | Динамо Москва       | Првенство Совјетског Савеза | 6       | 1      |
| 1959                | Динамо Москва       | Првенство Совјетског Савеза | 19      | 0      |
| 1960                | Динамо Москва       | Првенство Совјетског Савеза | 18      | 0      |
| 1961                | Динамо Москва       | Првенство Совјетског Савеза | 19      | 0      |
| 1962                | Динамо Москва       | Првенство Совјетског Савеза | 17      | 0      |
| 1963                | Динамо Москва       | Првенство Совјетског Савеза | 27      | 0      |
| 1964                | Динамо Москва       | Првенство Совјетског Савеза | 28      | 0      |
| 1965                | Динамо Москва       | Првенство Совјетског Савеза | 20      | 0      |
| 1966                | Динамо Москва       | Првенство Совјетског Савеза | 8       | 0      |
| 1967                | Динамо Москва       | Првенство Совјетског Савеза | 20      | 0      |
| 1968                | Динамо Москва       | Првенство Совјетског Савеза | 17      | 0      |
| 1969                | Динамо Москва       | Првенство Совјетског Савеза | 22      | 0      |
| 1970                | Динамо Москва       | Првенство Совјетског Савеза | 13      | 0      |
| Укупно              | Укупно              | Укупно                      | 326     | 1      |

| Репрезентација Совјетског Савеза | Репрезентација Совјетског Савеза | Репрезентација Совјетског Савеза |
| Година                           | Наступа                          | Голова                           |
| -------------------------------- | -------------------------------- | -------------------------------- |
| 1954                             | 2                                | 0                                |
| 1955                             | 6                                | 0                                |
| 1956                             | 8                                | 0                                |
| 1957                             | 5                                | 0                                |
| 1958                             | 6                                | 0                                |
| 1959                             | 2                                | 0                                |
| 1960                             | 5                                | 0                                |
| 1961                             | 5                                | 0                                |
| 1962                             | 7                                | 0                                |
| 1963                             | 4                                | 0                                |
| 1964                             | 7                                | 0                                |
| 1965                             | 5                                | 0                                |
| 1966                             | 7                                | 0                                |
| 1967                             | 6                                | 0                                |
| Укупно                           | 75                               | 0                                |

## Успеси

### Динамо Москва
- Првенство Совјетског Савеза у фудбалу
  - Шампиони: 1954, 1955, 1957, 1959, 1963
  - Вицешампиони: 1950, 1956, 1958, 1962, 1967, 1970
- Куп Совјетског Савеза
  - Шампиони: 1953, 1967, 1970
  - Вицешампиони: 1955

### Хокејашки тим Динамо Москва
- Шампиони Совјетског купа: 1953

### Совјетски Савез
- Светско првенство
  - 4. место: 1966
- Европско првенство
  - Шампиони: 1960
  - Вицешампиони: 1964
- Олимпијске игре
  - Златна медаља: 1956

### Индивидуалне награде
- 1960: Најбољи голман Совјетског Савеза
- 1963: Најбољи голман Совјетског Савеза
- 1966: Најбољи голман Совјетског Савеза
- 1967: Орден Лењина
- 1986: Олимпијски орден
- 1988: Орден за заслуге (ФИФА)
- 1994: ФИФА најбољи тим свих времена
- 1998: Тим света 20. века
- 2002: Тим снова ФИФА Светских првенстава
- 2000: ФИФА Голман века
- 2003: Златни играч Русије